# Lacaussade
Lacaussade – miejscowość i gmina we Francji, w regionie Nowa Akwitania, w departamencie Lot i Garonna.
Według danych na rok 1990 gminę zamieszkiwało 149 osób, a gęstość zaludnienia wynosiła 14 osób/km² (wśród 2290 gmin Akwitanii Lacaussade plasuje się na 1027 miejscu pod względem liczby ludności, natomiast pod względem powierzchni na miejscu 1018).